# Hermandad de la Redención (Sevilla)
La Hermandad de la Redención es una cofradía de culto católico instalada en Sevilla, Andalucía, España. Su nombre completo es Real e Ilustre Hermandad del Santísimo Sacramento y Cofradía de Nazarenos de Nuestro Padre Jesús de la Redención en el Beso de Judas, María Santísima del Rocío Coronada, Nuestra Señora del Carmen, San Fernando Rey y San Lucas Evangelista.

## Historia
Fue fundada en 1955 en la iglesia de Santa María la Blanca. En 1959 hizo su primera estación de penitencia a la catedral desde la iglesia de la Misericordia (solo salió el paso de Cristo el primer año). El traslado a su actual sede, la iglesia de Santiago el Mayor, se produjo en 1960. Se fusionó con la languideciente hermandad sacramental del templo, que es del siglo XVI, en 1983.
El Colegio de Médicos es miembro honorario de la hermandad y suele acudir una representación a la cofradía debido a que san Lucas, uno de sus titulares, es patrón de dicha profesión. La hermandad tiene un simpecado del siglo XVIII que era propiedad de la sacramental con la que está fusionada.
El Cristo de la Redención fue llevado de su iglesia a la catedral el 4 de marzo de 1984 para presidir la misa pontifical por el Año Santo de la Redención, oficiada por el entonces arzobispo Carlos Amigo Vallejo. Durante la celebración de la liturgia, los seises bailaron en el altar mayor. Es la única vez que los seises han bailado frente a una imagen de Cristo de las hermandades de Semana Santa de Sevilla.
Fue una de las hermandades convocadas al Vía Crucis de la Fe de Sevilla, que se celebró el 17 de febrero de 2013. Sin embargo, los pasos no salieron a causa de la lluvia.
El Lunes Santo de 2015 Felipe VI presenció el paso de esta hermandad por La Campana.
En el año 2022, la cofradía realizó su estación de penitencia desde el Santuario de la Hermandad de los Gitanos, debido a las obras en la iglesia de Santiago.
El 19 de Febrero del año 2024, la imagen cristífera presidió el Viacrucis del Consejo de Hermandades y Cofradías de Sevilla.
En el año 2025 fue coronada canónicamente la Virgen del Rocío. La ceremonia tuvo lugar en el trascoro de la Catedral de Sevilla el día 5 de julio, en un altar que representaba el misterio de Pentecostés: la Virgen rodeada de los apóstoles. Previamente, se realizaron cultos en la Iglesia del Salvador, regresando posteriormente a la Iglesia de Santiago en una multitudinaria procesión.

## Imágenes titulares

### Jesús de la Redención en el Beso de Judas

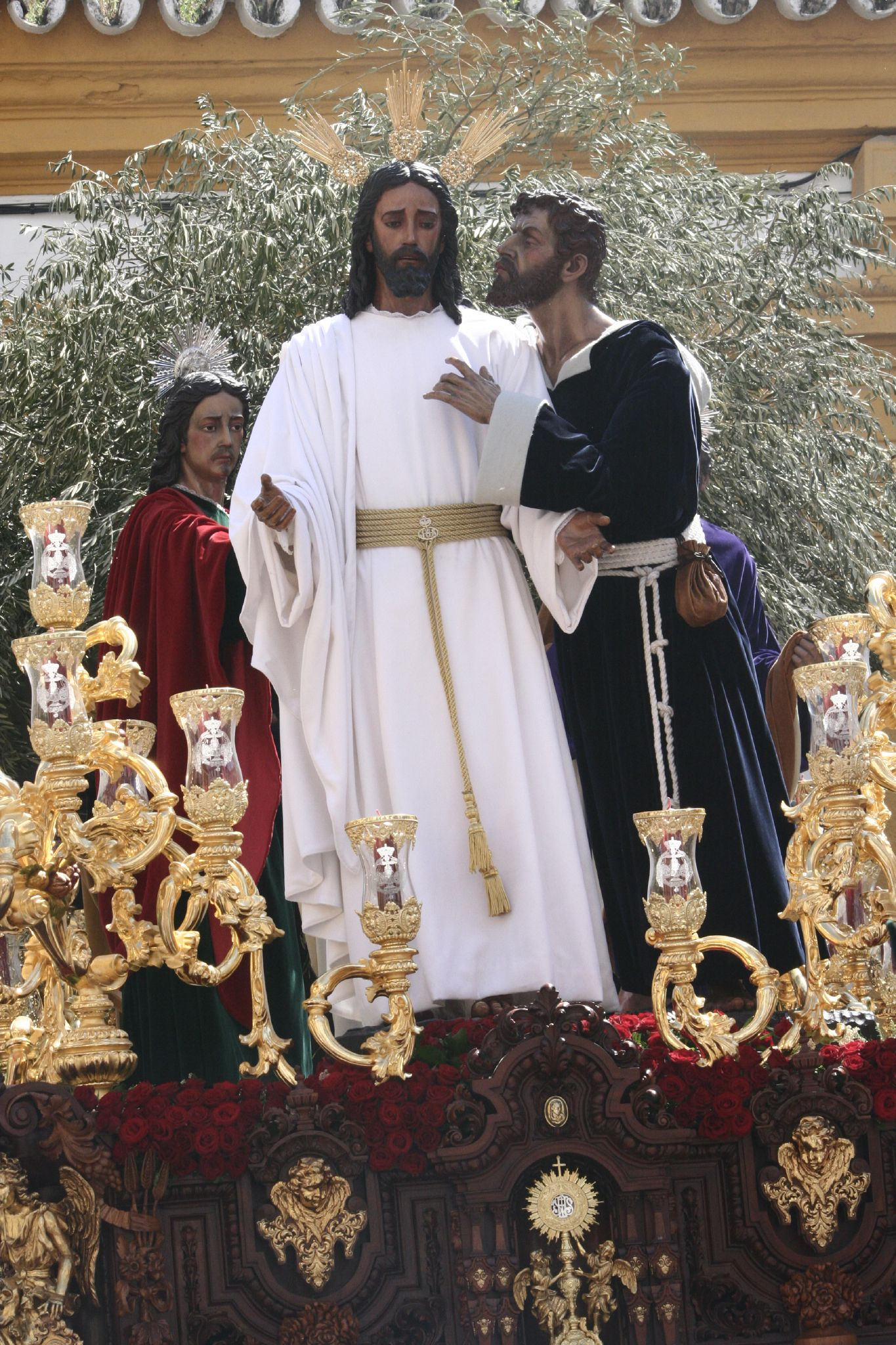
Jesús de la Redención en el Beso de Judas.

El paso de Cristo representa el momento inicial de la Pasión en que el apóstol Judas Iscariote besa a Jesús en el monte de los Olivos en presencia de los apóstoles Juan, Pedro, Santiago el Mayor, Tomás y Andrés, tiene como remate un olivo del huerto. Dicho beso era para indicar a los romanos a quién debían arrestar.
Todas las imágenes están realizadas entre 1957 y 1959 por Antonio Castillo Lastrucci. Este cristo recibe el nombre de Jesús de la Redención.
Paso neobarroco diseñado por Antonio Dubé de Luque. Es de madera de caoba y naranjo con apliques metálicos dorados.
La canastilla (parte alta del paso) fue realizada en 2005 por el taller de los Hermanos Caballero. Los apliques fueron realizados por el taller de Miguel de los Ríos e Hijos.
Los apliques dorados en los respiraderos (la parte baja del paso) muestran cada uno un relieve: el escudo de la hermandad, la imagen de Fernando III el Santo, la imagen del evangelista Lucas y el apóstol Santiago el Mayor.
En la canastilla del paso hay cuatro cartelas doradas que representan cuatro conjuntos escultóricos (misterios) creados por Antonio Castillo Lastrucci para la Semana Santa de Sevilla: el de la Hermandad del Dulce Nombre, el crucificado de la Hermandad de la Hiniesta, la Sagrada Presentación y el de la Hermandad de los Panaderos.
En las cuatro esquinas del paso hay esculturas doradas de los arcángeles san Gabriel, san Miguel, san Rafael y san Uriel.
El llamador del paso, realizado por Joaquín Osorio en 1994, representa la espadaña de la iglesia de Santiago.
La Agrupación Musical Nuestro Padre Jesús de la Redención, pertenece a su propia hermandad.

### Virgen del Rocío Coronada

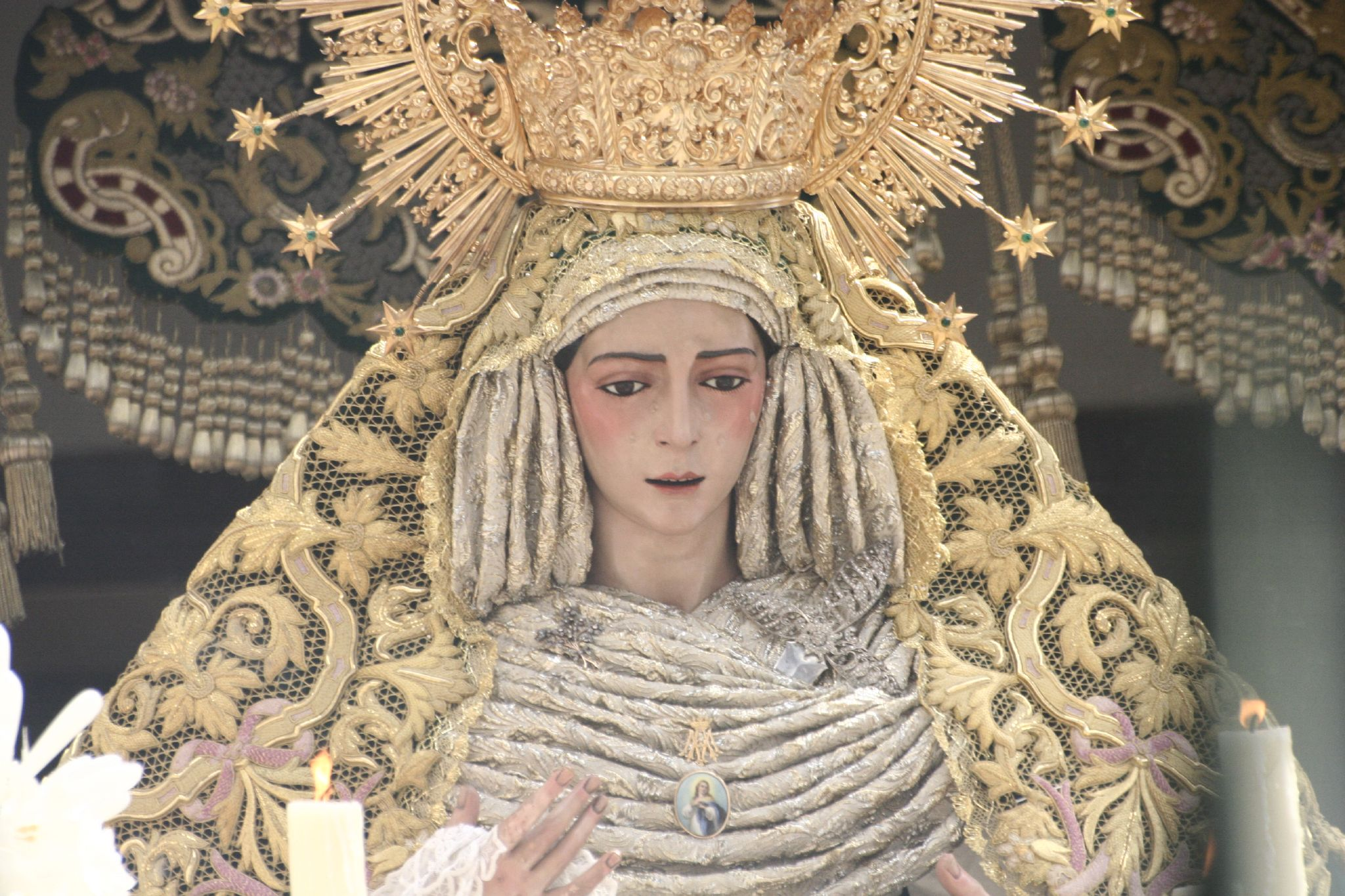
Virgen del Rocío Coronada.

La Virgen, con la advocación del Rocío, fue realizada también por Castillo Lastrucci. La hizo en 1955 y fue restaurada en 1962.
El paso de palio tiene orfebrería plateada, el palio de techo de mallas está bordado en oro con caídas de terciopelo verde bordado en oro por Francisco Carrera Iglesias, y el manto de la Virgen es de terciopelo verde bordado por el taller de Santa Bárbara. Fue estrenado en 2016, y aparecen cartelas bordadas en seda dónde se refleja los misterios de la vida de la  Virgen, teniendo como dibujo central Pentecostés, así como el Avemaría alrededor. La Virgen alterna dos coronas de salida ambas de plata sobredorada.
La hermandad mantiene estrechas relaciones con la Hermandad Matriz de la Virgen del Rocío de Almonte, en Huelva.
El Lunes Santo del año 2015 Felipe VI protagonizó una "levantá" del paso de palio de esta hermandad en La Campana, justo después de una saeta de Manuel Cuevas dedicada a la Virgen y al rey.
En la cruz de guía, abre el Cortejo la Agrupación Musical María Santísima del Rocío, siendo de la propia hermandad.
El día 5 de julio de 2025 fue Coronada Canónicamente por el Cardenal Arzobispo de la Archidiócesis de Sevilla, Monseñor D. Jose Ángel Sáiz Meneses en la Catedral de Sevilla.

### Virgen del Carmen
La hermandad también cuenta en su iglesia con otra imagen titular, la Virgen del Carmen, de autor anónimo del siglo XVIII. Antes procesionaba el 16 de julio, día de su festividad, pero en la actualidad no procesiona.

## Túnicas
En la comitiva del paso de misterio los cofrades visten túnica blanca de cola y antifaz de terciopelo morado con cíngulo de seda amarillo y morado, con botones de color del antifaz. En la comitiva del paso de la Virgen el antifaz es de terciopelo verde y el cíngulo amarillo y verde, con botones de color del antifaz.
Los cofrades portan cirios blancos tanto en el cortejo del Señor de la Redención como en el de la Virgen del Rocío, pero la diferencia es que en el último tramo del Señor los nazarenos los portan de color morado, mientras que en el de la Virgen es de color verdoso.

## Sede
|                                                 |
| Iglesia de Santa María la Blanca (1955 - 1959). |

|                                           |
| Iglesia de la Misericordia (1959 - 1960). |

|                                        |
| Iglesia de Santiago (1960 - presente). |

## Paso por la carrera oficial
| Predecesor: San Pablo | Orden de entrada en la carrera oficial (Lunes Santo) 2.º lugar | Sucesor: Santa Genoveva |